# 田単

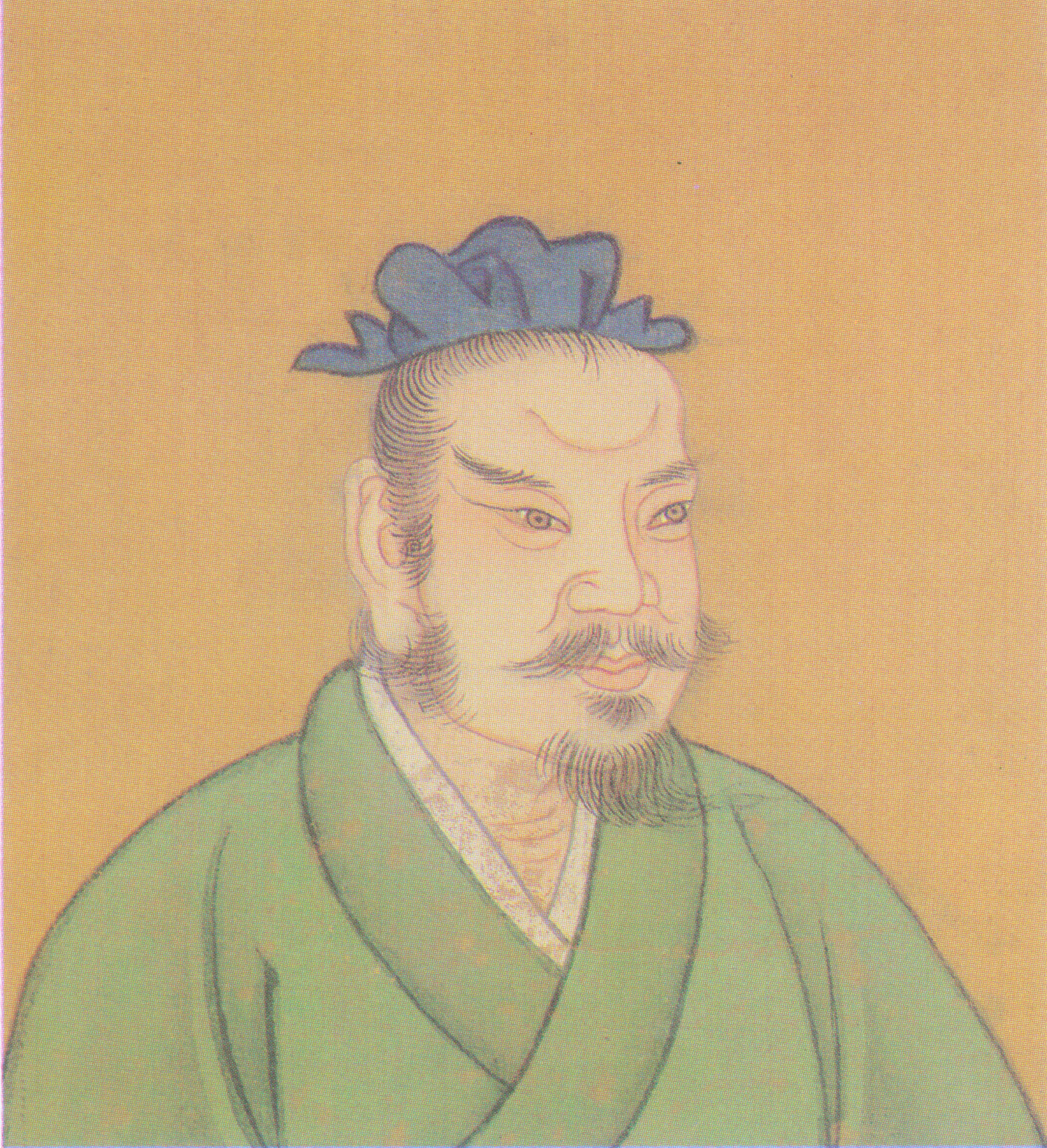
田単

田 単（でん たん、紀元前3世紀前半頃）は、中国戦国時代の斉の武将。燕によって滅亡寸前に追い詰められた斉を優れた知略によって救った。 

## 概略

### 斉の将軍となる
斉の公族の田氏の遠縁にあたり、湣王の頃に斉の都の臨淄の市場の役人となった。
紀元前284年、燕の将軍の楽毅率いる5カ国の連合軍によって斉が敗北し臨淄が占領されると、湣王は逃亡し莒に立て籠もった。田単も東の安平へ逃げ込むが、燕の勢いを察知してか一族の者に馬車を補強させた。その後、燕軍によって安平が陥落すると人々は脱出したが、馬車の車軸が折れたりなどして燕軍に捕らえられる者が続出した。そんな中、補強していた田単の一族は無事に即墨へ逃れることができた。
快進撃を続ける燕軍は70余もある斉の城を次々と落とし、残すは莒と即墨のみとなった。莒では湣王が相国の淖歯に殺害され、その子の襄王に代替わりする事態に陥っていたものの数年間も城を守り通していたため、攻めあぐねた楽毅は即墨に矛先を向けた。城を守る即墨の大夫はこれを迎撃するが返り討ちにあい敗死してしまう。これを受けて即墨では今後の方針が話し合われ、安平での出来事を知る者達から、その知略を嘱望されて田単が将軍に立てられ、城を守ることになった。

### 策略の数々
その最中の紀元前279年、燕の昭王が死去し、太子の恵王が即位した。恵王と楽毅の仲が悪い事を知った田単はこれを好機にと燕へ間者を放ち、「莒と即墨はすぐにでも落とすことが出来る。楽毅がそれをしないのは、自ら斉王になる望みがあるからだ」「斉が恐れているのは、将軍が代わり容赦なく攻められることだ」との噂を流した。恵王はこれを信じて代わりに騎劫を派遣し、楽毅には帰国するよう命じた。その結果、強敵の楽毅を亡命に追い込むことに成功し、燕軍は王の処置に憤慨し士気は落ちた。
次に田単は城内の結束を促すよう考え、城内の者に食事のたびに家の庭で祖先を祭らせた。するとその供物を目当てに無数の鳥が集り、誰しも不気味な様子を怪しんだ。これを田単は「神の教えによるもの」と言い、「いずれ神の化身が現れて私の師となるであろう」と布告した。これを聞いたある兵士が「私が師になりましょうか」と冗談を言うと、田単は嘘と承知した上でその者を「神師」として強引に祭り上げ、自分はその指示に従うという姿勢を見せた。そして軍令の度にこの神の名を用いて人々を従わせた。
続いて「捕虜になると鼻そぎの刑に処されると恐れている」「城の中では城の外にある祖先の墓を荒らされないか恐れている」という偽情報を燕軍に流した。敵将・騎劫がその通りにして見せつけると、即墨の人々は燕軍への降伏を恐れ、祖先を辱められたことへの恨みから団結し、士気は大いに上がった。

### 火牛の計
城内の人々の状況から、いよいよ出撃の時期が訪れたと判断した田単は、まず城兵を慰撫した。
次に兵を隠して城壁を女子供や老人に守らせ、あたかも城内が困窮しているように装い、燕軍へ降伏の使者を派遣。更に即墨の富豪を介して燕の将軍に対し「降伏しても妻や財産などに手を出さないほしい」との安堵の約束と金を渡した。これらのことにより燕軍は勝利を喜び、油断を深めていった。
そこで田単は千頭の牛を用意し、鮮やかな装飾を施した布を被せ、角には刀剣、尻尾には松明をそれぞれ括り付け、夜中に城壁に開けておいた穴からこれを引き連れた。そして、たいまつに火をつけ尻を焼かれ怒り狂う牛を敵陣に放った。燕軍はその奇怪な姿の牛の突進に驚き、角の剣でことごとく刺し殺された。また、5千の兵もこれに続いて無言のまま猛攻をかけ、更に民衆も銅鑼や鐘などで天地を鳴動させるかのように打ち鳴らし、混乱を煽った。そのため、燕軍は大混乱に陥り、騎劫も討ち取られた。
田単はこの勢いに乗じ、70余城全てを奪回した。こうして都の臨淄に戻ることができた斉の襄王は、田単の功績を認めて、安平君に封じた。

### その後
安平君への封爵との前後は不明ながら、復興後の田単は斉の宰相の就任したが、民衆に施しを行うなど善政を敷き、ある時道中に寒さに凍えていた老人に自身の着物を貸し与えた事があった。これを知った襄王は、田単が人心を得て斉の王位を簒奪しようとしているのではないかと疑い、田単を誅そうとしたが、配下の諫めによって思い留まった。しかし襄王の側近たちは田単を疎み、田単と親交のあった貂勃を罠に嵌め、連座で田単をも失脚させようと試みた。これを受けた襄王は、田単に対し威圧的な態度で事を問い質した。しかしその後当の貂勃が自ら襄王に掛け合い、田単が燕を打ち破った功績や、その際王族という立場を以て自らが王を名乗る事もできたにも拘わらず、それを行わずして襄王を迎え入れた忠誠心を訴えたため、襄王は田単を讒言した側近たちを処刑し、田単への加増を行ったという。
その後の田単は、趙の軍勢を率いて、燕の中陽県を攻めて、これを占領した。さらに韓の注人県を攻めてこれを占領した。後に趙の宰相になった（『史記』「趙世家」）。また、同時代史料では『呂氏春秋』や『荀子』にも彼が優れた軍略を持っている旨の記述が間接的にあるが、それ以上の言及はなされていない。
司馬遷も「『孫子』の『始めは処女の如く敵に戸を開けさせ、後は脱兎の如く守る暇を与えない』とは、田単のことを言っているのだろう」と評し、『史記』に単独で列伝を立てていることからも、かなり高く評価していることが窺える。